# Emile Smith Rowe
Emile Smith Rowe (28 de juliol de 2000) és un futbolista professional anglès que juga com a mitjapunta pel Fulham FC de la Premier League.